# 刘志田
刘志田（1928年10月—2020年11月25日），河北安国人，中国人民解放军将领、中国人民解放军中将， 空军原副司令员。
毕业于空军航空学校。1987年，接替徐登昆，担任兰州军区空军司令员。1987年，由孙景华接任。1988年，授中国人民解放军中将军衔。